# Pang Juan
En aquest nom xinès, el cognom és Pang.
Pang Juan (xinès tradicional: 龐涓, xinès simplificat: 庞涓, pinyin: Páng Juān, Wade-Giles: P'ang Chüan; mort el 342 aC) va ser un general de l'antiga Xina de l'Estat de Wei durant el període dels Regnes Combatents. Pang Juan va ser un company d'estudis de Sun Bin i tots dos estudiaven estratègia militar sota la tutela de l'ermità Guiguzi. Ells van desenvolupar una estreta amistat i es van convertir en germans de jurament, mentre estudiaven en reclusió amb els seus mestres de les regions muntanyoses. Pang va marxar i es va aventurar per l'estat de Wei, quan va saber que Hui, Rei de Wei, estava reclutant homes de talent perquè li serviren. Pang va impressionar al rei amb les seves propostes sobre polítiques per enfortir l'estat de Wei i audaçment va afirmar que ell tenia la capacitat per ajudar Wei a conquistar els altres sis estats rivals principals.